# الهندوسية في توغو
الهندوسية ظاهرة حديثة في توغو. تم تقديم الدين من قبل الأفارقة الأصليين المقيمين في أكرا، غانا, وتم إنشاء فرع من الدير الهندوسي لأفريقيا في لومي.